# Vinnie Vincent
Vinnie Vincent, vlastním jménem Vincent John Cusano (* 6. srpna 1952 Bridgeport, Connecticut), je americký kytarista a skladatel, který je známý zejména působením v glamrockové skupině Kiss, kde působil v letech 1982 až 1984. Spolupodílel se na albech Creatures of the Night a Lick It Up. Později založil vlastní skupinu, Vinnie Vincent Invasion. Ve skupině Kiss se maskoval jako Ankh-Warrior. Později se však skupina rozhodla make-up nechat stranou a tak mohli fanoušci vidět, jaký je to rozdíl. S make-upem a bez.